# Захаро (дим)
Заха́ро (греч. Δήμος Ζαχάρως) — община (дим) в Греции в западной части полуострова Пелопоннеса на побережье залива Кипарисиакоса в периферийной единице Элиде в периферии Западной Греции. Население 8953 жителя по переписи 2011 года. Площадь 276,222 квадратного километра. Плотность 32,41 человека на квадратный километр. Административный центр — Захаро. Димархом на местных выборах 2014 года избран Николаос Фамелос (Νικόλαος Φαμέλος).
В 2011 году по программе «Калликратис» к общине Захаро присоединена упразднённая община Фигалия.

## Административное деление

Административное деление общины:
1 — Захаро
2 — Фигалия

Община (дим) Захаро делится на 2 общинные единицы.